# El Cerro (Salamanca)
El Cerro es un municipio y localidad española de la provincia de Salamanca, en la comunidad autónoma de Castilla y León. Se integra dentro de la comarca de la Sierra de Béjar. Pertenece al partido judicial de Béjar y a la Mancomunidad Ruta de la Plata.
Su término municipal está formado por las localidades de El Cerro y Valdelamatanza, ocupa una superficie total de 25,86 km² y según los datos demográficos recogidos en el padrón municipal elaborado por el INE en el año 2017, cuenta con una población de 430 habitantes.
Desde él puede disfrutar de maravillosos paisajes, está rodeado de muchos lugares de interés, como Béjar (19 km), la Peña de Francia (70-90km dependiendo del camino). Además está cerca de Las Hurdes, el Valle del Jerte, Baños de Montemayor, Montemayor del Río, Candelario y muchas otras lugares de interés de la geografía leonesa y extremeña. En la zona recreativa "La Dehesa", a 1 km del pueblo, se encuentra un mirador al que llaman "El Balcón de Extremadura". Este nombre se debe a la vista que proporciona gracias a la altitud a la que se encuentra el pueblo. En los alrededores, se pueden encontrar algunos castros romanos y celtas, no se sabe de cuando datan ya que no han sido estudiados, y solamente algunos de sus parroquianos conocen su existencia.

## Historia
Los primeros asentamientos de la zona es de una tribu celta llamada vetones que se dedicaba fundamentalmente en la ganadería vacuna y porcina.  Tras la derrota de lusos y vetones en la Guerra lusitana, Roma toma el poder de la zona. La fundación de El Cerro se remonta a la repoblación llevada a cabo por el rey Alfonso IX de León en torno a 1227, cuando este monarca creó el concejo de Montemayor del Río, en el que quedó integrado El Cerro, dentro del Reino de León. Con la creación de las actuales provincias en 1833, El Cerro quedó integrado en la provincia de Salamanca, dentro de la Región Leonesa.

## Demografía
Cuenta con una población de 365 habitantes (INE 2024).
| Gráfica de evolución demográfica de El Cerro entre 1842 y 2021                                                        |
| |
| Población de derecho según los censos de población del INE. Población de hecho según los censos de población del INE. |

Según el Instituto Nacional de Estadística, El Cerro tenía, a 31 de diciembre de 2018, una población total de 409 habitantes, de los cuales 204 eran hombres y 205 mujeres. Respecto al año 2000, el censo refleja 555 habitantes, de los cuales 295 eran hombres y 260 mujeres. Por lo tanto, la pérdida de población en el municipio para el periodo 2000-2018 ha sido de 146 habitantes, un 26% de descenso.
El municipio se divide en dos núcleos de población. De los 509 habitantes que poseía el municipio en 2018, El Cerro contaba con 252, de los cuales 126 eran hombres y 126 mujeres, y Valdelamatanza con 157, de los cuales 78 eran hombres y 79 mujeres.
Cabe destacar que se han contabilizado hasta trece personas que han alcanzado la edad de cien años.

## Transporte
El municipio está bien comunicado por carretera siendo atravesado por la SA-138 que une el núcleo principal de El Cerro con Valdelamantanza y desemboca ya en la provincia de Cáceres en las cercanías de Aldeanueva del Camino, existen además dos carreteras locales, una en sentido oeste lo une con el vecino término de Lagunilla, mientras que la otra es la principal vía de acceso y une en sentido este con Peñacaballera, dónde finaliza en el enlace con la autovía Ruta de la Plata que une Gijón con Sevilla, permitiendo así unas comunicaciones más rápidas del municipio con el exterior. 
En cuanto al transporte público se refiere, tras el cierre de la ruta ferroviaria de la Vía de la Plata, que pasaba por el municipio de Béjar y contaba con estación en el mismo, no existen servicios de tren en el municipio ni en los vecinos, ni tampoco línea regular con servicio de autobús, siendo la estación más cercana la de Béjar. Por otro lado el aeropuerto de Salamanca es el más cercano, estando a unos 90km de distancia.

## Símbolos

### Escudo
El escudo heráldico que representa al municipio fue aprobado con el siguiente blasón:

«Dividido en tres cuarteles: Diestro en campo azur con cerro y corona marquesal de oro; Siniestro en campo sinople dos bordoncillos y venera santiaguesa de plata; Curvilíneo en punto en campo de gules palma de oro. Timbrado de la Corona Real Española»

## Administración y política
| Partido político                         | 2023  | 2023  | 2023       | 2019  | 2019  | 2019       | 2015  | 2015  | 2015       | 2011  | 2011  | 2011       | 2007  | 2007  | 2007       |
| Partido político                         | %     | Votos | Concejales | %     | Votos | Concejales | %     | Votos | Concejales | %     | Votos | Concejales | %     | Votos | Concejales |
| Partido Socialista Obrero Español (PSOE) | 44,29 | 132   | 3          | 62,86 | 196   | 5          | 52,28 | 172   | 4          | 50,14 | 180   | 4          | 61,96 | 259   | 5          |
| Partido Popular (PP)                     | 38,25 | 114   | 3          | 33,97 | 107   | 2          | 34,35 | 113   | 2          | 49,30 | 177   | 3          | 36,12 | 151   | 2          |
| Vox                                      | 16,77 | 50    | 1          | —     | —     | —          | —     | —     | —          | —     | —     | —          | —     | —     | —          |